# Escal'Atlantic
 (décembre 2014).
Escal’Atlantic est un centre d'interprétation sur l’histoire des paquebots transocéaniques, situé en France dans la commune de Saint-Nazaire, dans le département de Loire-Atlantique en région Pays de la Loire.
Il comprend un parcours scénographié couvrant 3 700 m2 établis sur trois niveaux, et comporte près de 200 objets de collection, provenant de paquebots construits à Saint-Nazaire entre la fin du xixe siècle et le début des années 1960. Situé dans l’ancienne base sous-marine du port de Saint-Nazaire, Escal’Atlantic a accueilli plus de 2 millions de visiteurs depuis son ouverture en 2000. Dans sa nouvelle version, ouverte depuis l’été 2013, cet équipement touristique et culturel associe un parcours scénographié, inspiré de l’architecture des paquebots, des objets de collections remarquables et des dispositifs multimédia pour une visite immersive dans l’univers des paquebots.

## Saint-Nazaire et les paquebots
Les paquebots ont fortement marqué l’histoire de la ville, à la fois port transatlantique de 1862 à la veille de la Seconde Guerre mondiale, et haut lieu de la construction navale.
Le 14 avril 1862, le paquebot La Louisiane quitte Saint-Nazaire pour inaugurer la première ligne régulière de la Compagnie générale transatlantique, Saint-Nazaire – Veracruz au Mexique. À partir de 1865, une deuxième ligne sera établie, reliant Saint-Nazaire à Colón, sur l’isthme de Panama, via la Martinique. Saint-Nazaire est ainsi tête de ligne pour des liaisons régulières vers l’Amérique centrale et les Antilles ; les paquebots transportent passagers, marchandises et troupes. Dès les années 1920, les services réguliers au départ de l’estuaire de la Loire sont de plus en plus réduits ; la Seconde Guerre mondiale mettra fin à l’histoire transatlantique de Saint-Nazaire.
L’activité de construction navale démarre à la même époque que la mise en place des lignes transatlantiques, également à l’initiative de la Transat et de ses fondateurs, les frères Pereire, pour doter la compagnie d’une flotte de paquebots modernes. Le premier paquebot sorti du chantier naval de Saint-Nazaire sera l’Impératrice Eugénie, en 1865. La ville restera connue comme le berceau des transatlantiques géants puisque la quasi-totalité des paquebots transatlantiques français aura été construite à Saint-Nazaire (chantiers de Penhoët puis Chantiers de l’Atlantique) : des géants comme Île-de-France (1927), Normandie (1935) ou France (1962) ; le célèbre France de 1912, surnommé « Versailles de l’Atlantique », ou encore, aux alentours de 1900, la série des « provinces » dont La Bretagne (1886), La Champagne (1886), La Savoie (1901), La Provence (1906)… Entre 1862 et 2013, les chantiers navals de Saint-Nazaire ont construit 121 paquebots (de ligne et aujourd’hui de croisière), dont 36 pour la seule Compagnie générale transatlantique.
La décision de créer à Saint-Nazaire un lieu culturel et touristique, consacré à la découverte des paquebots de ligne, s’inscrit logiquement dans cette longue histoire. Escal’Atlantic est inauguré le 22 avril 2000.

## Escal’Atlantic, première version
La création d’Escal’Atlantic à l’intérieur de la base sous-marine (voir aussi ci-dessous), permet d’utiliser un volume important : 3 500 m2 sur trois niveaux seront scénographiés pour reconstituer les ambiances d’un paquebot transatlantique. Les scénographes, François Confino et François Seigneur, s’attachent à recréer des espaces comme les cabines, la salle des machines, l’entrepont des émigrants, les ponts promenade, etc., qui font de ce lieu un décor parfois grandeur nature. Le visiteur « embarque », en empruntant une passerelle, et parcourt le « paquebot ». Géré par la société d’économie mixte SIREN (Société d’initiatives de la région nazairienne), Escal’Atlantic est inauguré le 22 avril 2000. Entre 2003 et 2012, des expositions temporaires puis des thématisations de l’ensemble de l’équipement sont proposées chaque année, grâce à des collaborations avec des partenaires comme la compagnie britannique Cunard ou l’association French Lines. Depuis 2010 Escal’Atlantic est géré par l’établissement public Saint-Nazaire Tourisme & Patrimoine (SNTP), devenu Saint-Nazaire Agglomération Tourisme dans le cadre de la loi NOTRe, transférant la compétence communautaire à l'échelon communautaire et élargissant ainsi la compétence territoriale de la structure à l'ensemble de la Communauté d'agglomération de la Région Nazairienne et de l'Estuaire. Une réflexion sur le développement et le renouvellement de l’équipement est alors lancée ; elle aboutit à un projet de réaménagement scénographique. Escal’Atlantic ferme pour travaux entre octobre 2012 et juin 2013 ; depuis la réouverture, le 1er juillet 2013, une expérience de visite renouvelée  est proposée aux visiteurs.

## Escal’Atlantic aujourd’hui

### La scénographie
La scénographie, signée Philippe Comte, s’insère dans le parcours existant et cette architecture s’inspirant des paquebots qui fait depuis toujours la singularité d’Escal’Atlantic -hall d'embarquement, pont promenade, timonerie, salle des machines...-, même si des éléments et accessoires de l’ancien décor ont été retirés afin d’éviter la confusion entre décors et éléments authentiques. La visite a été enrichie par l’apport de nouveaux contenus et la présentation de près de 200 pièces de collection, objets provenant de paquebots de la première moitié du XXe siècle, construits à Saint-Nazaire. Ces objets sont accompagnés de « cartels » numériques donnant accès à des informations complémentaires sur l’objet (fabrication, utilisation à bord, contexte historique, esthétique, sociologique…). Tout au long du parcours, des dispositifs interactifs et multimédias permettent au visiteur d’explorer, s’il le souhaite, différents niveaux de découverte ; il peut ainsi adapter son parcours et son temps de visite selon ses propres centres d’intérêt. Certains dispositifs se présentent sous forme de jeu. Des images d’archives, photos et cinéma, sont présentées sous forme de montages spécialement créés pour Escal’Atlantic. Certaines scènes (le départ, le grand large, la séance de cinéma) ont été entièrement recréées.

### Les pièces de collection
La Ville de Saint-Nazaire possède environ 4 000 pièces, réunies depuis 20 ans et provenant de paquebots construits dans ses chantiers navals entre 1900 et 1960. Œuvres décoratives et graphiques, mobilier, arts de la table, bagagerie, accessoires et documents constituent ce qui est sans doute la plus importante collection publique sur ce thème en Europe . Près de 200 objets de la collection sont intégrés de façon permanente à Escal’Atlantic, pour leur valeur esthétique ou artistique, mais surtout pour leur valeur de témoins des voyages en paquebot.
Un dépôt du Musée des Arts décoratifs (Paris) a enrichi la collection d'œuvres exceptionnelles, provenant d’une dation faite par les héritiers de Louis-René Vian en 2005. Ce grand connaisseur, passionné du paquebot Normandie, avait réuni plusieurs centaines d’objets spécialement conçus pour le navire, et signés par les plus importants créateurs de l’époque Art déco.
Parmi les pièces les plus importantes exposées à Escal’Atlantic on peut citer :	
- Des panneaux de laque de Jean Dunand, provenant de l’ensemble monumental « La chasse » qui ornait la cloison de séparation entre le fumoir et le grand salon 1re classe à bord de Normandie ;
- Un ensemble de 73 dalles de verre d’Auguste Labouret, qui faisaient partie du revêtement mural de la salle à manger 1re classe de Normandie ;
- L’ensemble du salon de musique du paquebot Liberté (1950), avec piano, fauteuils, guéridons ;
- Un lustre en aluminium de 3 m de diamètre, créé par Gilbert Poillerat pour le salon fumoir 1re classe de France (1962) ; 11 lustres identiques dont trois grands modèles, comme celui exposé à Escal’Atlantic, avaient été créés par Poillerat pour ce salon ;
- Plusieurs dizaines d’objets « arts de la table » provenant de Normandie, des services 1re, 2e et 3e classe. Ces objets étaient dessinés spécialement pour le navire et fabriqués en grandes séries, par des maisons comme Christofle, Ercuis, Daum…
- Un ensemble de laque de Pierre Bobot, provenant du salon de musique 1re classe de France, représentant les instruments de l’orchestre symphonique ;
- Des fauteuils et chaises provenant de Normandie et d’Île-de-France, signés Jean-Maurice Rothschild, Baptistin Spade, Pierre Patout ;
- Un panneau de laque de Raymond Deléage d’inspiration khmer, représentant deux divinités, qui était à bord du paquebot Félix Roussel (1932) des Messageries maritimes (la décoration de ce navire desservant les lignes de l’Extrême-Orient s’inspirait en partie de l’art khmer) ;
- Une malle-armoire du début des années 1930, signé Louis Vuitton.

Certains de ses objets sont regroupés dans le nouveau Grand Salon d’Escal’Atlantic, consacré aux arts décoratifs, d’autres sont mis en scène dans divers espaces : le lustre du salon-fumoir de France, par exemple, est installé dans le bar d’Escal’Atlantic.

### Les contenus
Équipement consacré uniquement aux paquebots de ligne, Escal’Atlantic aborde de nombreux thèmes et non seulement le mythe du voyage en paquebot, qui est essentiellement basé sur la vie à bord en 1re classe. Un retour aux archives a abouti à de nouvelles connaissances notamment concernant l’exploitation des lignes régulières, la propulsion, le travail des équipages, les liens entre compagnies et décorateurs, etc. L’équipe de Saint-Nazaire Tourisme & Patrimoine a entrepris des recherches dans son propre centre de documentation et auprès de partenaires en France et à l’étranger, parmi lesquels l’association French Lines au Havre, le Musée des Arts Décoratifs à Paris, l’institut Mémoires d’Édition Contemporaines à Caen, le Museum of the City of New York (États-Unis), la Library of Congress à Washington (États-Unis), la collection P&O Heritage (Grande-Bretagne), le Site historique maritime de la Pointe-au-Père (Québec).

#### L’histoire des paquebots de lignes
Avec la généralisation de la propulsion par la vapeur, à partir des années 1860, la création de lignes maritimes régulières et de services fiables devient possible : le premier réseau structuré de transport international et intercontinental va se mettre en place avec les paquebots . Les paquebots de ligne auront ainsi marqué les deux siècles derniers et conditionné l’ouverture au monde des pays européens. Les échanges économiques entre les continents, le peuplement de l’Amérique du Nord (près de 30 millions d’immigrants européens entre la deuxième moitié du XIXe siècle et les années 1920), mais aussi les mouvements de colonisation, auraient été impossibles sans les paquebots. Le thème est traité à plusieurs reprises dans Escal’Atlantic, à travers des projections et des dispositifs multimédia, dont un grand jeu interactif autour d’un planisphère animé.

#### Vie à bord: l’expérience du passager
Voyager en paquebot voulait dire passer plusieurs jours dans l’espace restreint d’un navire, en supporter les mouvements, se trouver entouré de centaines d’inconnus avec qui il fallait cohabiter le temps de la traversée. Pendant les premières décennies de traversées, les passagers des paquebots n’ont guère que la lecture, des jeux de société et éventuellement un piano à leur disposition pour briser la monotonie du voyage. À partir des années 1920, les compagnies maritimes mettent tout en œuvre pour « faire oublier la mer » et créer du lien entre les compagnons de voyage : chaque jour les passagers découvrent un programme d’activités sportives –le shuffle-board par exemple-, culturelles, festives .
À Escal’Atlantic, le visiteur peut se glisser dans la peau d’un passager, à travers un jeu basé sur le programme des activités journalières à bord du paquebot Île-de-France. Dans la salle à manger, le visiteur découvre l’importance des repas, véritable rituel mondain, à travers le soin apporté à l’opulence des menus et aux objets de la table.

#### L’équipage
Les grands paquebots ont souvent été comparés à des villes flottantes. Sur Normandie (1932) près de la moitié des « habitants » de cette « ville » est constituée par les membres d’équipage : ils sont 1 364, aux côtés de 1 972 passagers. Près de 1 000 hommes, et très peu de femmes, sont directement au service des passagers . Les métiers vont du maître d’hôtel  au garçon de cabine, du boulanger au médecin en passant par le sommelier, le mousse de sonnerie ou l’imprimeur.
Le visiteur d’Escal’Atlantic « rencontre » à plusieurs endroits l’équipage du paquebot Île-de-France (1927), notamment dans l’évocation des chambres froides et dans un espace intitulé « le salon du commandant » où un dispositif multimédia –animation basée sur un plan écorché du navire- met en scène le commissaire de bord, le commandant, les mousses et le chef de cuisine.

#### La face cachée: propulsion et navigation
L’histoire des paquebots est étroitement liée à l’histoire des techniques de propulsion. Au fil des années, les roues à aubes cèdent la place aux hélices, le mazout remplace le charbon, les turbines prennent la suite des machines à vapeur. À chaque étape, les navires deviennent plus rapides et plus fiables. La vitesse, couronnée sur l’Atlantique Nord par le célèbre trophée du Ruban bleu, est un des principaux arguments commerciaux des compagnies maritimes pendant toute la première moitié du XXe siècle.

Des espaces au fort pouvoir évocateur, comme la salle des machines et la timonerie, permettent au visiteur d’Escal’Atlantic de s’initier à la propulsion et la navigation, et de comprendre comment fonctionnent la communication et le commandement entre la timonerie, tout en haut du navire, et la salle des machines, située dans les profondeurs du paquebot.

#### Les arts décoratifs
Le paquebot est un concentré de technologie, de fonctionnalité et de décoration. Il représente l’image d’excellence associée à celle du pays qui l’a vu naître. À bord, les arts décoratifs doivent répondre à des exigences de sécurité et de confort, et tenir compte des contraintes imposées par le milieu marin. Ainsi les artistes et artisans auxquels les compagnies font appel pour décorer les navires, doivent-ils respecter des cahiers des charges extrêmement précis, sur le plan technique (utilisation ou interdiction d’utilisation de certains matériaux, par exemple) comme sur le plan esthétique . Si au début du XXe siècle, sur un navire comme Rochambeau (1908) on est encore en plein style historique, inspiré des châteaux et grandes maisons bourgeoises, c’est un goût plus moderne qui s’impose à partir d’Île-de-France (1927) : les navires des années 1920 et 30 seront les ambassadeurs flottants du style de leur époque, l’Art déco.
Thème transversal à Escal’Atlantic, les arts décoratifs sont illustrés à travers les objets de collection (voir ci-dessus) et des documents à consulter, par exemple sur la relation entre les compagnies maritimes et les décorateurs. Le « Grand Salon » et les espaces évoquant les cabines sont plus particulièrement consacrés à ce thème.

## Escal’Atlantic et son environnement

### La base sous-marine et Ville-Port
Escal’Atlantic se trouve à l’intérieur de l’ancienne base sous-marine allemande, vestige monumental de la Seconde Guerre mondiale.
Les troupes allemandes arrivent à Saint-Nazaire dès le 21 juin 1940. Les installations portuaires de la Compagnie générale transatlantique sont démantelées ; à la place, et notamment au-dessus de l’ancienne darse transatlantique, sera construite  la base sous-marine, un élément important du Mur de l’Atlantique. Derrière la façade longue de 301 m, quatorze alvéoles peuvent accueillir les sous-marins allemands, les U-Boote ; des ateliers de réparation et de carénage, des bureaux, des magasins de stockage, un bloc opératoire, des chambres et dortoirs, etc. font partie des installations à l’intérieur de la base. Celle-ci deviendra « forteresse Saint-Nazaire » entre juin 1944 et mai 1945 pendant la Poche de Saint-Nazaire. Devenue cible des attaques aériennes alliées – la base sous-marine, quant à elle, est quasi indestructible - la ville sera détruite à plus de 85%. La ville reconstruite n’est plus tournée vers son port d’origine dont elle est désormais coupée par la base sous-marine. 
Pendant les années 1990, la municipalité, sous l’impulsion du maire Joël Batteux, engage des réflexions sur la réhabilitation de la base sous-marine et son quartier quelque peu délaissé. En même temps commence une réflexion sur la construction d’un lieu touristique et culturel consacré à l’épopée des paquebots transatlantiques. Les deux réflexions se croisent dans le projet Ville-Port : l’ouverture et l’aménagement partielle de la base sous-marine et de son quartier (création notamment d’un complexe cinématographique, d’un supermarché, de logements…) est au cœur de ce projet urbanistique conçu par Manuel de Sola Morales et inauguré en 2000 .
Ouvert en même temps, Escal’Atlantic sera le premier moteur de Ville-Port. La création de ce lieu consacré aux grands paquebots a par ailleurs une valeur symbolique, puisqu’Escal’Atlantic est construit dans deux alvéoles de la base sous-marine : à l’emplacement même où, avant la guerre, s’élevait la gare maritime pour les lignes de l’Amérique centrale.

## Liens annexes
- Site officiel